# Бой у Тынецкого редута
Бой у Тынецкого редута — один из боёв во время войны России против Барской конфедерации. Отряд русских войск под командованием А. В. Суворова захватил редут у монастыря, который защищала немецкая пехота и захватил 2 пушки, а также разбил отряд польской конницы под командованием Шарля Дюмурье и Михала Валевского возле него.

## Предыстория
С начала 1771 года войска конфедератов возглавил французский эмиссар — полковник Шарль Дюмурье. Зимой–весной он собрал до 10 тыс. войск вокруг Кракова на территории современного Малопольскоего воеводства. Но из десятка польских предводителей, подчиняться Дюмурье согласились не все. Из-за этого в польском войске полностью отсутствовала дисциплина. Основной силой конфедератского войска была шляхетская конница, также в его составе была наёмная немецкая пехота, польское крестьянское ополчение, до 200 французских егерей и несколько французских офицеров, которые прибыли вместе с Дюмурье. Часть конфедератов укрылась на юге в горах и в районе Бельско-Бялы, другая часть, которая делилась на множество отрядов в несколько сотен человек, заняла многочисленные небольшие укрепления в населённых пунктах вокруг Кракова и от Бялы до реки Дунаец. Среди них: Скавина, Мыслиница, Бохня, Тынец, Величка, Ланцкорона и др. Сам город Краков был занят небольшим русским гарнизоном, а возле него действовал 2-тысячный полковника Дервица.
В конце апреля отряды конфедератов активизировались, нападая на русские аванпосты и всё ближе подбирались к Кракову, который был первой целью Дюмурье. Суворов в это время находился в Люблине, за защиту которого он отвечал. Но получив приказания от командующего русскими войсками в Польше-Веймарна идти к Кракову, он немедленно отправился, собрав отряд из 4 гренадерских рот, батальона мушкетёр, 5 эскадронов карабинер, 80 казаков и 8 полевых орудиями, что составило около 1600 человек.
19 (8) мая Суворов разбил отряд конфедератов на переправе в районе Тарнува и переправился через реку Дунаец. К 20 (9) мая Суворов разбил четырёхсотённый отряд польской кавалерии под Краковым в районе Велички и соединился с отрядом Дервица. Стремительное движение русского полководца застало, врасплох разбросанные польские отряды. Чтобы собрать войска и удержать дорогу на Краков, Дюмурье и консильер Валевский силами до 300 человек немецкой пехоты и до сотни польской кавалерии заняли позицию возле монастыря Тынец. С западной стороны монастырь Тынец прикрывала река Висла, с южной болото и редут на возвышенности, с восточной мощный редут с палисадом и тремя рядами волчьих ям, вооруженный двумя пушками. Возле него также расположилась польская кавалерия.

## Ход боя
Для атаки Тынца Суворов выделил 4 роты пехоты под командой полковника Шепелева и подполковника Эбшелвица и 3 эскадрона карабинёр полковника Дервица. В ночь с 20 на 21 мая войска Суворова маршировали к Тынцу и подошли к нему на рассвете. Суворов решил нанести удар по восточному редуту и польской кавалерии. Стремительной атакой пехота Шепелева и карабинеры Дервица ворвались в редут и захватили его, подполковник Эбшелвиц первым взял польскую батарею. Затем полковник Дервиц во главе карабинер атаковал и разбил польскую конницу, которая в беспорядке бежала на юг, через Скавину к Ланцкороне. Вместе с конницей бежали Дюмурье, Валевский и французские офицеры. Дюмурье вновь попытается собрать войска у Ланцкороны. Но Суворов вновь продолжит стремительное преследование поляков и к 23 мая окончательно разобьёт конфедератов в Битве под Лянцкороной.
Успех Суворова при Тынце не позволил конфедератам собрать силы возле Кракова и угрожать его гарнизону. Потери русских под Тынцем составили 30 убитых и 60 раненых, потери поляков около 60 пленных и до 100 убитых, также в захваченном редуте русские взяли 2 пушки.